# Vittorio Maria Costantini
Vittorio Maria Costantini OFMConv (* 16. Januar 1906 in Gubbio; † 3. September 2003 in Sessa Aurunca) war ein italienischer katholischer Geistlicher und Bischof von Sessa Aurunca.

## Leben
Vittorio Maria Costantini trat der Ordensgemeinschaft der Minoriten bei und empfing am 7. Juli 1929 die Priesterweihe.
Johannes XXIII. hat ihn am 28. Mai 1962 zum Bischof von Sessa Aurunca ernannt. Der Sekretär der Konsistorialkongregation und Erzpriester der Basilika Santa Maria Maggiore, Carlo Kardinal Confalonieri, weihte ihn am 8. Juli desselben Jahres zum Bischof; Mitkonsekratoren waren Raffaele Mario Radossi OFMConv, Erzbischof von Spoleto, und Beniamino Ubaldi, Bischof von Gubbio. 
Er nahm an allen Sitzungsperiode des Zweiten Vatikanischen Konzils teil. Papst Johannes Paul II. nahm am 25. Oktober 1982 seinen altersbedingten Rücktritt an.